# Océan (artiste)
Pour les articles homonymes, voir Océan (homonymie) et Michel.
Océan Michel, simplement dit Océan, est un comédien, réalisateur, humoriste, chanteur et chroniqueur français, né le 19 mars 1977 à Paris.
Après avoir revendiqué son identité lesbienne, notamment dans sa pièce de théâtre La Lesbienne invisible, l'artiste annonce publiquement sa transidentité en 2018, et prend alors Océan comme prénom et comme nom de scène. Il filme sa transition dans une web-série documentaire diffusée à partir de 2019, intitulée Océan.
Il a eu une carrière sous d'autres noms de scène avant son coming out trans : il a sorti trois albums musicaux entre 2005 et 2009 sous le pseudonyme Oshen, et il a été connu sous le nom d'Océanerosemarie pour ses autres activités artistiques au théâtre et au cinéma ainsi que pour ses chroniques à la radio et sur Internet.

## Biographie

### Famille, jeunesse et formations
À sa naissance, Océan Michel est nommé Océane Michel. Il est issu d'un milieu « gauche caviar », sa mère est professeure à Sciences Po et son père est éditeur de musique et ancien séminariste.
Durant son adolescence, Océan fréquente le conservatoire et y pratique le théâtre, le chant, le piano, la guitare ou encore le violon. En 1998, il obtient une licence de lettres modernes à la Sorbonne, avant de s'installer à Marseille.

### Carrière
Océan commence sa carrière en 2005 sous le nom d'artiste Oshen pour ses activités musicales, et à partir de 2009 sous celui d'Océanerosemarie en tant qu'humoriste. Son image publique est alors celle d'une lesbienne revendiquée, ses spectacles d'humour tournant beaucoup autour du lesbianisme et également du féminisme.
En 2005, l'artiste signe un contrat avec une maison de disques, sortant d'abord l'album Don Juan puis, deux ans plus tard, Je ne suis pas celle. Il s'installe à Paris en 2008 et se lance dans l'écriture de son premier spectacle. Ce seul en scène, intitulé La Lesbienne invisible, est mis en scène par Murielle Magellan. La première représentation a lieu en mai 2009. L'artiste y raconte son parcours durant son adolescence, alors que personne ne reconnaissait son lesbianisme.
En 2011, sort son troisième album, autoproduit et intitulé La Pudeur.
En 2013, Océan publie deux ouvrages : Ma cuisine lesbienne aux éditions Des ailes sur un tracteur et Le Guide pratique du mariage homo aux éditions de La Martinière. La même année, une bande dessinée intitulée La Lesbienne invisible, directement inspirée de son premier spectacle et illustrée par Sandrine Revel, paraît aux éditions Delcourt.
À partir de 2013, Océan tient des chroniques humoristiques à la radio dans Faites entrer l'invité sur Europe 1, ainsi que dans On va tous y passer sur France Inter.
En parallèle, Océan met en scène le spectacle de Sophie-Marie Larrouy intitulé Sapin le jour, Ogre la nuit puis, en 2015, il crée Chatons Violents, spectacle qui dénonce principalement le racisme de gauche, en s'attaquant notamment à ceux qui sont baptisés les « BBB », c'est-à-dire les « bons blancs bobos ». Plus largement, le spectacle propose une réflexion sur notre propre violence et sur l'acceptation de l'autre.
En 2016, Océan tient d'autres chroniques sur le site Arrêt sur images.
En 2017 sort le film Embrasse-moi !, à propos d'amours lesbiennes, dont Océan cosigne le scénario et la réalisation avec Cyprien Vial. C'est son premier long métrage, l'artiste y interprète une ostéopathe lesbienne qui tombe amoureuse d'une jeune femme sans savoir si cela peut être réciproque.

### Affirmation de son identité: lesbienne puis homme trans
L'artiste et humoriste se fait connaître, pendant plusieurs années, en tant que lesbienne. Son spectacle La Lesbienne invisible est tiré de son expérience de coming out : « Quand j’ai écrit mon spectacle, plusieurs producteurs m’ont dissuadée de mettre le mot lesbienne dans le titre. En fait, ça a attiré du public parce que, justement, personne n’ose en parler. J’ai eu des salles pleines pendant plus de quatre ans. Je pense que j’ai été médiatisée parce que j’ai un personnage doux, souriant, en creux. Je n’aurais pas eu la même presse si j’avais eu de la moustache et les cheveux courts. Ça révèle une ambivalence. On est prêt à donner la parole aux lesbiennes, mais il faut qu’elles soient dans une norme hétéro. » L'artiste-interprète choisit alors de se présenter sous une allure plus féminine : « Avant de faire mon coming out, je m’habillais de manière beaucoup plus masculine. J’aime les jolies choses, et depuis que je suis devenue célèbre, je n’ai plus besoin de prouver que je suis lesbienne, ça se sait. »
Ayant pris conscience en 2016 de son identité masculine, l'artiste fait un nouveau coming out, cette fois en tant qu'« homme trans […] et pas simplement homme » le 17 mai 2018, sur le nouveau média Komitid, à l'occasion de la journée mondiale contre l'homophobie et la transphobie. Adoptant alors le nom d'Océan,, l'humoriste déclare « J'ai compris que j’étais épuisé d’être une femme parce que ce n’était pas en adéquation avec qui je me sentais intérieurement » et précise suivre un traitement hormonal.
En 2018, il obtient officiellement le droit d'être renommé Océan Michel sur son état civil.
En 2019, il sort une web-série documentaire diffusée sur France.tv Slash : simplement intitulée Océan, cette série suit sa transition. Cette autobiographie sort également au cinéma la même année. Une deuxième saison, nommée En infiltré·e·s, est diffusée en 2021 sur la même plateforme. Une troisième saison intitulée Faire famille est diffusée le 31 mai 2023, toujours sur la même plateforme.

## Prises de position
En 2009, le spectacle La Lesbienne invisible milite en faveur de l'acceptation des gays et des lesbiennes. Océan pensait se limiter à un seul spectacle de ce type, mais les manifestations contre le « mariage pour tous » l'encouragent à développer à nouveau ces thématiques dans d'autres spectacles.
En 2016, dans une tribune publiée dans Libération, Océan prend la défense de la militante controversée Houria Bouteldja, écrivant notamment : « Elle interroge l’extermination des Juifs d’Europe et son instrumentalisation par le projet sioniste depuis le monde colonisé », ce qui provoque une polémique deux ans plus tard,.

## Filmographie
Sauf indication contraire, les informations mentionnées dans cette section peuvent être confirmées par les bases de données cinématographiques IMDb et Allociné,  présentes dans la section « Liens externes ».Océan a pu être crédité sous ses différents noms ou pseudonymes dans les différentes œuvres.

### Acteur
- 2004 : Dedans-dehors (court métrage) d'Erwan Augoyard et Sophie Kovess-Brun : la chanteuse
- 2014-2017 : Silex and the City (série animée) de Jul : la cousine Bactérianne (voix)[réf. nécessaire]
- 2017 : Embrasse-moi ! d'Océan et Cyprien Vial : Océanerosemarie
- 2018 : 50 nuances de Grecs (série animée) de Jul, épisode Mets de l'huile : la déesse Déméter (voix)
- 2019-2023 : Océan (websérie documentaire) : lui-même
- 2020 : 50 nuances de Grecs (série animée) de Jul, épisode Grec-Pride : Hermaphrodite (voix)
- 2023 : Paula : Bill[23]
- 2025 : Mika Ex Machina[24]

### Doublage
- 2022 : Bros : Lucas (Becca Blackwell (en))

### Scénariste
- 2017 : Aurore de Blandine Lenoir - adaptation et dialogues
- 2017 : Embrasse-moi ! de lui-même et Cyprien Vial - scénario et histoire originale

### Réalisateur
- 2017 : Embrasse-moi ! - co-réalisé avec Cyprien Vial
- 2019-2023 : Océan (websérie documentaire en trois saisons)

### Compositeur
- 2004 : Dedans-dehors (court métrage) d'Erwan Augoyard et Sophie Kovess-Brun

### Clip
- 2011 : En miettes, réalisation de François Valla, avec Carole Brana et Magali Causan[25][source insuffisante]

## Théâtre
- 2009 : La Lesbienne invisible (one-man-show) de lui-même, mise en scène de Murielle Magellan.
- 2013 : Sapin le jour, ogre la nuit de Sophie Marie Larrouy, mise en scène de lui-même, La Loge.
- 2015 : Océanerosemarie : Chatons violents, spectacle solo mis en scène par Mickaël Chirinian, Comédie des Boulevards.
- 2018 : Justice, de Samantha Markowic, mise en scène Salomé Lelouch, Théâtre de l'Œuvre.

## Discographie
Sous le pseudonyme Oshen :
- 2005 : Don Juan

1. Chanson fantôme
2. Personne
3. Abécédaire amoureux
4. Capitaliste
5. Feu follet
6. Mon chat
7. Le Don de l'aigle
8. Besoin d'airs
9. La Ballade du Sifu
10. Entouka
11. Une noix
12. Bonus : Les Marseillais (live)

- 2007 : Je ne suis pas celle

1. Dans la peau
2. La Première Fois que tu m'as quittée
3. Merci
4. Baratineur (avec Anaïs)
5. En visage
6. Si on tombe
7. Entrée Jim
8. Jim
9. Arc en ciel
10. Je n'ai pas ce petit quelque chose
11. Poissons rouges
12. Je ne suis pas celle
13. J'ai la flemme d'aimer
14. Bonus De rien

- 2011 : La Pudeur

1. En miettes (03:18)
2. La Pudeur (03:21)
3. Toi garçon (03:23)
4. Mariage (03:23)
5. Les Secondes (03:30)
6. L'Arbre penché (03:21)
7. Tu (03:59)

## Publications
Avant 2018, les ouvrages ci-dessous ont initialement été publiés sous le nom d'Océanerosemarie.

### Ouvrages
- Ma cuisine lesbienne, éditions Des ailes sur un tracteur, 2012.
- Le Guide pratique du mariage homo, éditions de La Martinière, 2013.
- Dans la cage : Une autobiographie socio-pornographique, Paris, Julliard, 2023, 208 p. (ISBN 9782260056171)

### Participations
- La Lesbienne invisible (album de bande dessinée d'après son spectacle), dessins de Sandrine Revel, scénario de Murielle Magellan, Delcourt, 2013
- Préface de Je ne suis pas un produit fini (album de bande dessinée d'après son spectacle), dessins de Galou, scénario de Blan, éditions Blandine Lacour, 2014